# Vertex (Insekt)
Der Vertex (lateinisch für „Scheitel“) bezeichnet bei den Insekten die Scheitelregion bzw. Stirnfläche der Kopfkapsel hinter den Augen und seitlich der Frons (Stirn). Hinter dem Vertex liegt das Occiput (Hinterkopf). Bei einigen Insekten kann der Vertex durch eine mediane Leiste halbiert werden.

## Belege
1. ↑  
Gerhard Seifert: Entomologisches Praktikum. Georg Thieme Verlag, Stuttgart 1975, ISBN 3-13-455002-4, S. 252.